# فريدريك شيروود دان
فريدريك شيروود دان (بالإنجليزية: Frederick Sherwood Dunn)‏ هو محامي أمريكي، ولد في 10 يونيو 1893، وتوفي في 17 مارس 1962.